# 4402 Tsunemori
A 4402 Tsunemori (ideiglenes jelöléssel 1987 DP) a Naprendszer kisbolygóövében található aszteroida. Nídzsima Cuneo és Urata Takesi fedezte fel 1987. február 25-én.